# بابلو رودريغيز (لاعب كرة قدم أوروغواني)
بابلو رودريغيز (بالإسبانية: Pablo Rodríguez)‏ (23 أغسطس 1979 في الأوروغواي - ) هو لاعب كرة قدم أوروغواني في مركز الدفاع. لعب مع ناسيونال مونتيفيديو وTacuarembó F.C. ‏.

## وصلات خارجية
- بابلو رودريغيز على موقع قاعدة بيانات كرة القدم.إي يو (الإنجليزية)